# کلاته حاج رحمت
کلاته حاج رحمت یا کلاته حاج علی اکبر روستایی در دهستان طبر بخش جلگه شوقان شهرستان جاجرم استان خراسان شمالی ایران است.

## جمعیت
بر پایه سرشماری عمومی نفوس و مسکن در سال ۱۳۹۵ جمعیت این مکان ۷۳ نفر (۲۳خانوار) بوده‌است.